# Кастельнуово-Бокка-д'Адда
Кастельнуово-Бокка-д'Адда (італ. Castelnuovo Bocca d'Adda) — муніципалітет в Італії, у регіоні Ломбардія,  провінція Лоді.
Кастельнуово-Бокка-д'Адда розташоване на відстані близько 420 км на північний захід від Рима, 70 км на південний схід від Мілана, 37 км на південний схід від Лоді.
Населення — 1644 особи (2014).
Щорічний фестиваль відбувається першої неділі вересня. Покровитель — Natività di Maria.

## Демографія
Населення за роками:

Станом на 1 січня 2023 року в муніципалітеті офіційно проживали 124 іноземці з 29 країн, серед них 21 громадянин країн Євросоюзу та 4 громадяни України.

## Сусідні муніципалітети
- Казелле-Ланді
- Каорсо
- Кротта-д'Адда
- Маккасторна
- Мелеті
- Монтічеллі-д'Онджина